# Đảo Malaita
 Malaita  là hòn đảo lớn nhất tỉnh Malaitao, thuộc quần đảo Solomon. Malaitao là một hòn đảo nhiệt đới, được bao bọc bởi nhiều ngọn núi. Ở đây có một hệ thống sông hoang sơ và rừng rậm nhiệt đới chưa được khai phá. Malaitao là hòn đảo có người định cư đông nhất quần đảo Solomon, với hơn 140,000 người sinh sống trên đảo, chiếm hơn 1/3 tổng dân số ở quốc đảo Solomon. Đảo Malaita có diện tích 4.307 km², là đảo lớn thứ hai quốc đảo này về diện tích, sau đảo Guadalcanal. Là một hòn đảo nhiệt đới và nhiều núi non, hệ thống sông ngòi nguyên sơ và rừng nhiệt đới của Malaita chưa được khai thác.
Thành phố lớn nhất và cũng là thủ phủ của tỉnh Malaita là thành phố Auki, nằm ở phía tây bắc của đảo và bờ bắc phá Langa Langa. Người dân sinh sống ven phá Langa Langa và phá Lau ở vùng duyên hải đông bắc Malaita tự gọi mình là wane i asi ‘người nước mặn’ khác với wane i tolo ‘người bụi cây’ là những người sinh sống sâu hơn về phía dất liền trên đảo.
Đảo Nam Malaita, còn gọi là Malaita Nhỏ hay Maramasike đối với những người nói tiếng 'Are'are và Malamweimwei được biết đến với trên 80% cư dân đảo, là hòn đảo nằm ở rìa phía nam đảo Malaita lớn hơn.

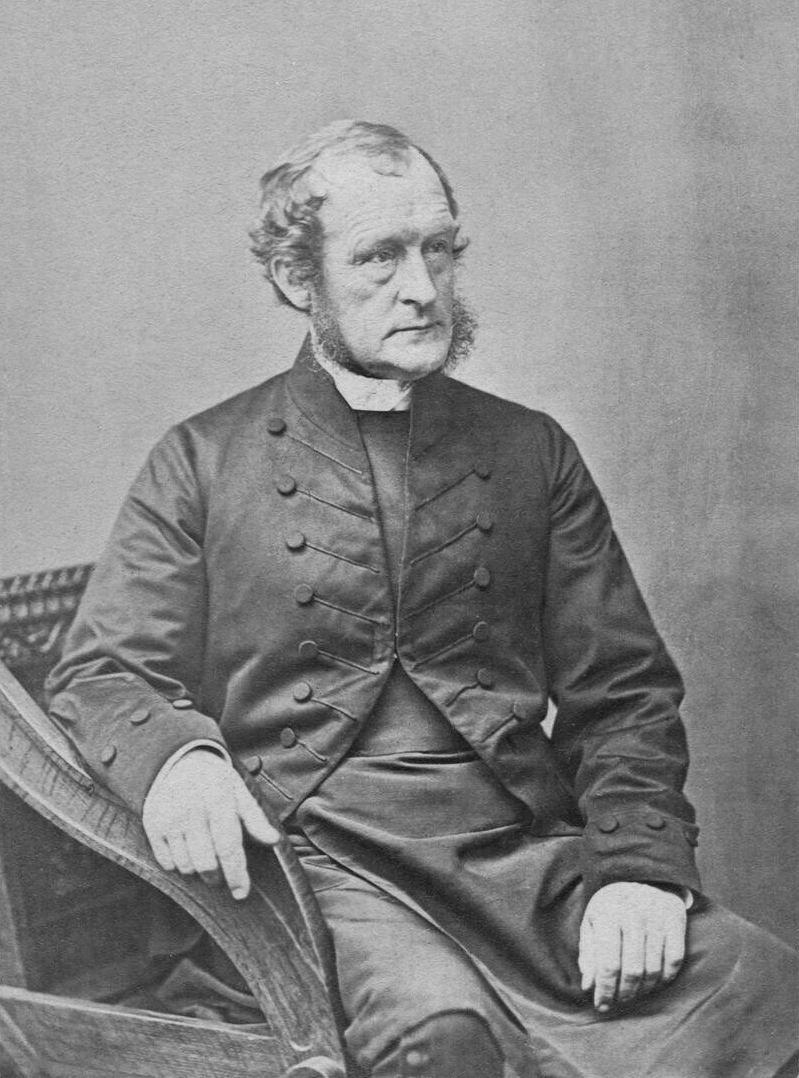
Đức giám mục George Augustus Selwyn

## Tên gọi
Tên địa phương của hòn đảo này là Mala, hoặc phương ngữ biến thể của nó Mara hoặc Mwala. Các tên gọi Malaita hay Malayta xuất hiện trong nhật ký hàng hải của các nhà thám hiểm Tây Ban Nha vào thế kỷ XVI, khi họ đến đảo này và tuyên bố đó là tên chính thức. Người Tây Ban Nha lần đầu tiên nhìn thấy hòn đảo từ đảo Santa Isabel, nơi nó được gọi là Mala. Một giả thuyết cho rằng "ita" đã được bổ sung sau đó, do từ trong tiếng Bughotu để chỉ lên trên hay phía đông, hoặc trong ngữ cảnh này là "ở đó". Giám mục George Augustus Selwyn gọi nó là Malanta vào năm 1850. Mala cũng là tên được sử dụng trong thời kỳ dưới sự kiểm soát của Anh, ngày nay Malaita được sử dụng như tên gọi chính thức. Tên Malaita Lớn cũng được sử dụng để phân biệt nó với hòn đảo nhỏ hơn ở phía nam là đảo Nam Malaita.

## Địa lý

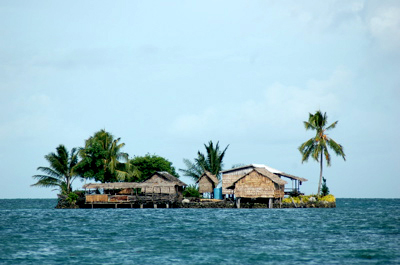
Đảo Reef ngoài khơi phía bắc Malaita

Malaita là một hòn đảo hẹp, dài khoảng 164 kilômét (102 mi) và rộng 37 kilômét (23 mi) tại điểm rộng nhất của nó. Phía nam của đảo là eo biển Indispensable ngăn cách đảo Malaita với quần đảo Florida và đảo Guadalcanal, phía đông và đông bắc nhìn ra Thái Bình Dương, phía tây bắc là đảo Santa Isabel, phía nam là đảo Nam Malaita (Malaita Nhỏ), được chia tách bằng eo biển Maramasike hẹp.
Đảo Malaita có khí hậu rất ẩm ướt, đặc biệt là tháng 11 và tháng 2. Nó nằm trong đới hội tụ liên chí tuyến, với các kiểu thời tiết thay đổi. Mặt trời ở thiên đỉnh trên Malaita, và do đó hiệu ứng này rõ ràng nhất vào tháng 11 và tháng 2. Gió mậu dịch thổi trong mùa đông ở Nam bán cầu, từ khoảng tháng 4 đến tháng 8 thổi từ phía đông nam khá ổn định. Mùa hè có gió mùa thổi qua đảo, mang mưa nhiều cho đảo, vì thế tạo ra sự ẩm ướt trên đảo. Do có biển bao quanh nên nhiệt độ không khí khá ổn định, với sự chênh lệch giữa mức cao và mức thấp hàng ngày trung bình là 7,55 °C (13,6 °F). Tuy nhiên, trong năm, sự khác biệt ít hơn nhiều; nhiệt độ trung bình hàng ngày của tháng ấm nhất so với nhiệt độ của tháng mát nhất chỉ là 1,9 °C (3,4 °F). Lượng mưa lớn và độ ẩm cao liên tục. Mô hình hàng ngày phổ biến nhất tuân theo một quá trình đoạn nhiệt, với buổi sáng tĩnh lặng, trong xanh, sau đó là một làn gió thổi vào từ vùng cao áp trên biển, lên tới đỉnh điểm là buổi chiều nhiều mây và mưa phùn nhỏ. Vào ban đêm, hình thái thời tiết đảo ngược, với mưa phùn và sương dày làm tan lớp mây che phủ cho tới buổi sáng. Xoáy thuận nhiệt đới là thời tiết cực đoan duy nhất, nhưng chúng có thể mang tính hủy diệt.
Giống như các đảo khác trong quần đảo, do nằm gần dải Andesit nên đảo là một phần của vành đai núi lửa Thái Bình Dương, vì thế việc xảy ra động đất là hiện tượng thường xuyên trên đảo, nhưng rất ít bằng chứng nói về sự hiện diện của và hoạt động của núi lửa. Trung tâm đảo là một dãy núi chạy dọc theo đảo giống như một xương sống, các núi phía bắc đạt đến độ cao 975 mét (3.199 ft), trong khi đó các ngọn núi phía nam lên đến 1.303 mét (4.275 ft).
Về mặt địa chất, Malaita có lõi là đá bazan xâm nhập, được che phủ ở hầu hết các nơi là các tầng đá trầm tích, đặc biệt là đá vôi và đá phiến silic, và rải rác là các hóa thạch. Đá vôi tạo ra nhiều hố sụt và hang động.
Thủy văn Malaita bao gồm hàng nghìn khe, ngòi, sông, suối nhỏ, đặc trưng của mô hình thoát nước trẻ. Ở các cao độ lớn hơn thì thường gặp các thác nước, và ở một số nơi thì các hẻm núi đã xuyên cắt qua lớp đá vôi. Càng gần về bờ biển thì các con sông chảy chậm hơn và sâu hơn, và hình thành các đầm lầy rừng ngập mặn nước lợ, cùng với bồi tích lắng đọng sỏi, cát hay bùn. Đồng bằng ven biển rất hẹp. Đất nội địa có ba loại, đen ẩm ướt, đen khô và đỏ. Đất đen ẩm ướt thoát nước quá kém đối với hầu hết các cây trồng, ngoại trừ khoai môn, được tìm thấy ở các thung lũng hoặc dưới chân các sườn dốc. Đất đen khô là những nơi làm vườn tốt nhất. Đất đỏ, có thể là đá ong, không hấp thụ dòng chảy bề mặt và hình thành lớp vỏ cứng, được ưu tiên cho các khu định cư.

## Hình ảnh

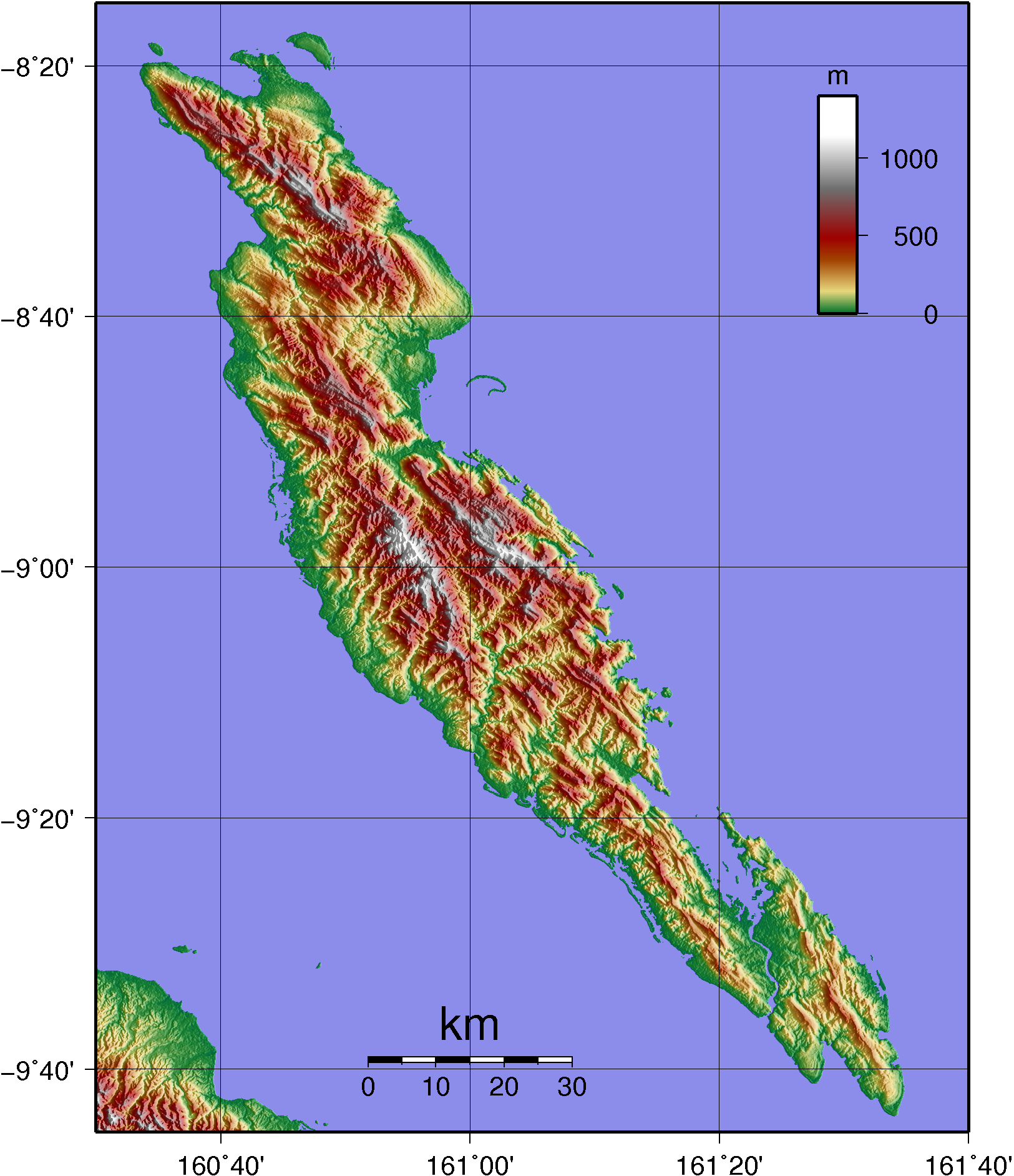
Bản đồ địa hình Đảo Malaita.
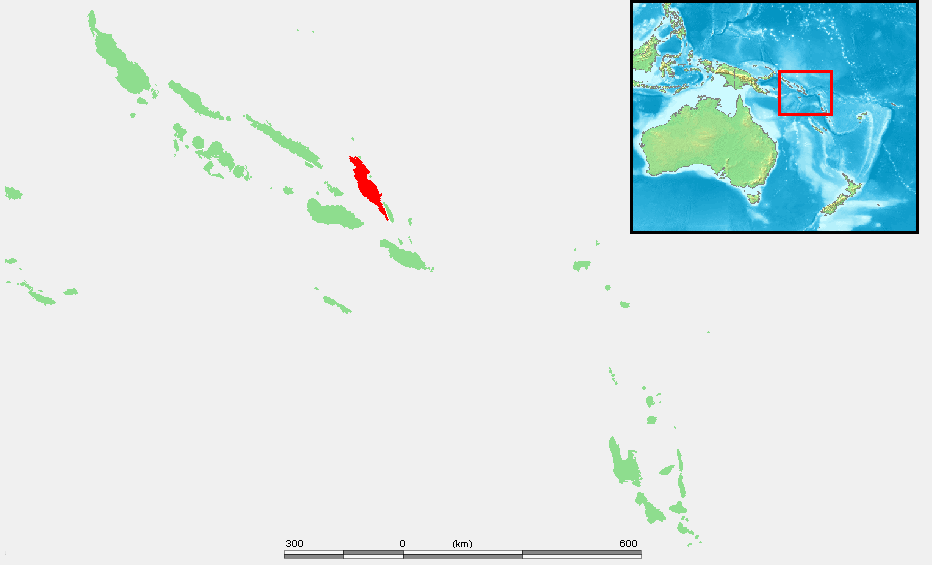
Vị trí đảo Malaita trong Quần đảo Solomon.